# Звёздное небо
Звёздное не́бо — совокупность светил, видимых ночью на небесном своде. В основном, это звёзды. Невооружённым глазом можно различить звёзды до 5-6 звёздной величины. При хороших условиях наблюдения (на безоблачном небе) можно увидеть до 800 звёзд до 5-й звёздной величины и до 2,5 тысячи звёзд до 6-й звёздной величины, большинство которых расположено вблизи полосы Млечного Пути (при этом, общее число звёзд только в нашей Галактике превышает 100 миллиардов).

## Описание
В ясную ночь (без светового загрязнения) человек с хорошим зрением увидит на небосводе не более 2—3 тысяч мерцающих точек. В списке, составленном во II веке до нашей эры древнегреческим астрономом Гиппархом, дополненном позднее Птолемеем и включённом в его «Альмагест», значится 1022 объекта, из которых 1017 звёзд и пять туманных объектов. Гевелий же, последний астроном, производивший такие наблюдения без помощи телескопа, довёл число звёзд до 1533.

Все видимые с Земли обычные звёзды (включая видимые в самые мощные телескопы, но исключая сверхновые и другие транзиентные (нерегулярно-переменные) феномены) находятся в местной группе галактик.
Различить на небе невооружённым глазом галактики, из-за их удалённости, можно всего лишь три: туманность Андромеды (видна в северном полушарии), Большое и Малое Магеллановы Облака (видны в южном). Разрешить изображения отличных от нашей галактик до отдельных звёзд не удавалось вплоть до начала XX века: в 1924 году Эдвин Хаббл с помощью 100-дюймового рефлектора обсерватории Маунт-Вилсон открыл около десятка цефеид в каждом из объектов NGC 6822, М 31, М 33, доказав таким образом, что это самостоятельные галактики. К началу 1990-х годов насчитывалось не более 30 галактик, в которых удалось увидеть отдельные звёзды, и все они входили в Местную группу.
Для удобства ориентировки звёздное небо разделено на участки, называемые созвездиями. Наблюдением за звёздным небом занимается астрономия. Как правило, для исследований звёздного неба используется телескоп.
С древнейших времён наблюдение звёздного неба помогало людям определять стороны света при навигации. А измерение времени (в солнечных сутках) видимого годового движения Солнца по эклиптике (зодиакальным созвездиям) позволило создать солнечные календари, имеющие практическую ценность для сельского хозяйства. Даты таких календарей из года в год достаточно точно определяют смену климатических сезонов.
До 1922 года границы между созвездиями на разных звёздных картах не всегда совпадали. Поэтому очертания созвездий на современных картах не совпадают с их очертаниями, например, на небесном глобусе 1564 года.

## Галерея
- Звёздное небо
- Звёздное небо в Германии, 2014, составное изображение
- Звёздное небо Франции, видны Северная Корона, Волопас с Арктуром